# Sumol + Compal
Sumol + Compal S.A. es una empresa portuguesa de alimentación y bebidas especializada en la producción y embotellado de refrescos. Las principales actividades de la empresa son la fabricación, comercialización, embotellado, venta, exportación y distribución de diversos tipos de bebidas, como refrescos, zumos, néctares, agua embotellada, cervezas y otros productos relacionados. También opera en los sectores de fabricación de botellas de plástico y vidrio. Sus marcas incluyen Sumol, Compal, Sucol, Tagus, Frize, Um Bongo y Água Serra da Estrela.
Fue fundada en 2008 mediante la fusión de Sumol (fundada en 1945 como Refrigor) y Compal (fundada en 1952), dos empresas portuguesas líderes con una larga historia y una gama de marcas de prestigio nacional.
Sumol + Compal opera en los cinco continentes. Su sede está en Carnaxide (Oeiras) y tiene fábricas en Almeirim, Gouveia, Pombal, Vila Flor y Boane (Mozambique). António Pires de Lima y João Cotrim Figueiredo, diputados portugueses, han sido directores generales de la empresa a lo largo de su historia.

## Productos[2]

### Refrescos
- Sumol
- Sumol Zero
- ¡B!
- Blendz

### Zumos y néctares
- Compal Clássico
- Compal Light
- Compal Fresco
- Compal Vital
- Compal Esencial
- Um Bongo
- Compal 100%

### Agua y cerveza
- Água Serra da Estrela (agua de manantial)
- Frize (agua mineral con gas)
- Tagus (cerveza)

### Conservas vegetales y tomate
- Compal da Horta

### Marcas de distribución
- Lipton Ice Tea (té sin alcohol)
- Refrescos PepsiCo (licenciatario exclusivo en Portugal)
- Estrella Damm (cerveza española)